# Paraleptomys
Paraleptomys (Tate & Archbold, 1941) è un genere di Roditori della famiglia dei Muridi.

## Descrizione

### Dimensioni
Al genere Paraleptomys appartengono roditori di piccole dimensioni, con lunghezza della testa e del corpo tra 105 e 135 mm, la lunghezza della coda tra 125 e 146 mm e un peso fino a 58 g.

### Caratteristiche craniche e dentarie
Il cranio è molto simile a quello del genere Leptomys, dal quale si differenzia principalmente per la mancanza del terzo molare.
Sono caratterizzati dalla seguente formula dentaria:

### Aspetto
L'aspetto è quello di un ratto con una pelliccia che varia dal marrone al bruno-grigiastro sulle parti dorsali e biancastro in quelle ventrali. Il muso è lungo ed appuntito, gli occhi sono relativamente piccoli. Le orecchie sono grandi. I piedi sono lunghi e sottili. La coda ha solitamente l'estremità bianca ed è ricoperta da circa 14 anelli di scaglie per centimetro, ognuna corredata di tre peli.

## Distribuzione
Si tratta di roditori terricoli endemici della Nuova Guinea.

## Tassonomia
Il genere comprende 2 specie.
- Paraleptomys rufilatus
- Paraleptomys wilhelmina